# モンスターチルドレン
モンスターチルドレンとは、学校や教員に対して、狡猾に反抗する子供を指す和製英語である。モンスターペアレントからの派生語。日本のみならず、ドイツでも問題行動を持つ子どもが増加しており、学級崩壊の引き金となることが話題となり、ミヒャエル・ヴィンターホフが著書で問題提議している。

## 特徴
基本的に自己中心で、学校や教員を含む大人が何をされたら困るのか、見透かした上での行為が多い。
例えば、
- 些細なことでも注意すると「うるせぇんだよ」「やってらんねぇよ」などと反抗的な態度に豹変、さらに注意すると声を荒らげ、ひどくなると椅子を振り回すなどの暴挙に出る[3]。
- 授業中に机の上に立ち上がり、降ろそうとする教諭に殴りかかったあげく、「僕が落ちて死んでもいいのか」と怒鳴り返す[3]。

## 原因
原因としては、親が学校や教員に敬意を持っていないことを、知ってしまっている場合が多く、ZAKZAKの社会面2008年9月29日版では、
としている。
また、2008年8月31日付のJ-CASTニュースでは、「いしかわ子ども交流センター」の企画交流課長の言として、
と打ち明けた様子を記載するなどしている。
前述のJ-CASTニュースでは続けて、
とする談話を掲載している。
なおモンスターチルドレンは、モンスターペアレント共々家庭教育のゆがみの中から生じているとの指摘は、以前よりなされている。

## その他
モンスターチルドレンは、必ずしも在校生ばかりとは限らず、卒業後に見られるケースも多く、中には卒業後に復讐や仕返しと称して担任であった教師を殺傷する事件も発生している。臨床心理学の専門家である長谷川博一は、2008年7月29日に愛知県知立市の中学校で発生した、卒業生の少年（当時18歳）が元教諭を刃物で刺して重傷を負わせるというお礼参りの事件に関連し、「客観的に見れば大きくない過去のことについて『これだけ被害を受けた』と攻撃するモンスターチルドレンが、最近は増えている」と語っている。